# Egnasia overdijkinki
Egnasia overdijkinki là một loài bướm đêm trong họ Noctuidae.